# The Huntresses
The Huntresses (hangeul : 조선미녀 삼총사 ; RR : Joseonminyeo Samchongsa) est un film sud-coréen réalisé par Park Jae-hyun et sorti le 29 janvier 2014. Cette comédie d'action et d'aventure historique met en vedette les actrices Ha Ji-won, Kang Ye-won et Son Ga-in dans les rôles des trois chasseuses de primes les plus légendaires de la période Joseon,,,.

## Synopsis
L'épéiste intelligente et talentueuse Jin-ok (Ha Ji-won), la combattante Hong-dan (Kang Ye-won) et Ga-bi (Son Ga-in), la plus jeune du trio, sont les trois meilleures chasseuses de prime de la période Joseon. Elles ne ratent jamais leur cible, quel que soit le criminel et le crime. Sur demande du roi, elles partent à la recherche du stauroscope (en) et empêchent ainsi un groupe puissant de s'emparer du pouvoir absolu et de renverser la famille royale,.

## Distribution
- Ha Ji-won : Jin-ok

La meneuse intrépide du groupe. Sa volonté et son charisme sont irrésitibles. Elle met au point des armes uniques et peut aussi se déguiser.
- Kang Ye-won : Hong-dan

Une femme mariée (ajumma) plus douée pour le lancer de poignards et les acrobaties que pour la cuisine et le travail domestique. Elle manie l'épée avec rapidité et pense que l'argent est la meilleure chose qui soit.
- Son Ga-in : Ga-bi[8]

La plus jeune femme du groupe, elle pose généralement ses questions après s'être battue.
- Ko Chang-seok : Mu-myeong

Un moine (Mu-myeong signifie littéralement « aucun nom »).
- Joo Sang-wook : Sa-hyeon

Un guerrier qui menace les trois femmes.
- Choi Seong-min : Kim Ja-heon
- Park Dong-bin : premier borgne
- Ha Yong-jin : deuxième borgne
- Yoon Hee-won : chef de police
- Hwang Taek-ha : Eop-dong
- Han Yeong-soo : Chil-bok
- Lee Yoo-joon : Gan-nan
- Kang Min-ho : Maeng-ga
- Lee Jang-hoon : Mo Seok-doo
- Park Il-mok : Gong-goo
- Seo Gwang-jae : Gong-chil
- Han Kook-jin : le collègue de Maeng-ga
- Lee Hee-seok : le mari de Hong-dan
- Jin Ji-hee : Jin-ok jeune
- Chae Sang-woo : Sa-hyeon jeune
- Shin Yi-joon : Ga-bi jeune
- Kang Min-ah : Hong-dan jeune
- Jung Ho-bin : Jo Yoo-sik (caméo)
- Gong Jung-hwan : le monarque (caméo)
- Song Sae-byeok : l'agent d'attaque Song (caméo)
- Wang Hee-ji : Pa Heul-nae (caméo)
- Jang Hee-soo : la belle-mère de Hong-dan (caméo)